# Seznam nemških šahovskih velemojstrov
Seznam nemških šahovskih velemojstrov.

## A
Volker-Michael Anton (* 1951)

## B
David Baramidze (* 1988)
Jordanka Belic (* 1964)
Michael Bezold (* 1972)
Klaus Bischoff (* 1961)
Uwe Bönsch (* 1958)
Efim Bogoljubow (1889-1952)
Ekaterina Borulya (* 1969)
Lucas Brunner (* 1967)
Heinrich Burger (* 1941)
Annemarie Burghoff, (* 1955)
Stephan Busemann, (* 1957)

## D
Klaus Darga (* 1934)
Rustem Dautov (* 1965)
Emil Josef Diemer (1908-1990)
Fabian Döttling (* 1980)

## E
Hans-Marcus Elwert (* 1962)
Peter Enders (* 1963)
Lutz Espig (* 1949)

## F
Gisela Fischdick (* 1955)

## G
Christian Gabriel (* 1975)
Igor Glek (* 1961)
Alexander Graf (* 1962)
Rena Graf (* 1966)
Jan Gustafsson (* 1979)
Lev Gutman (* 1945)

## H
Aleksander Halifman (* 1986) (rusko-nem.)
Florian Handke (* 1982)
Wolfgang Häßler, (* 1956)
Hans-Joachim Hecht (* 1939)
Hermann Heemsoth (* 1909-2006)
Peter Hertel (* 1958)
Gerald Hertneck (* 1963)
Jörg Hickl (* 1965)
Vlastimil Hort (* 1944)
Robert Hübner (* 1948)
Barbara Hund (* 1959)

## J
Vera Jürgens (* 1969)
Artur Jussupow (* 1960)

## K
Alexander Kabatianski (* 1958)
Ketino Kachiani-Gersinska (* 1971)
Sergei Kalinitschew (* 1956)
Ludger Keitlinghaus (* 1965)
Edith Keller-Hermann (* 1921)
Stefan Kindermann (* 1959)
Igor Khenkin (* 1968)
Tamara Klink (* 1967)
Rainer Knaak (* 1953)
Leonid Kritz (* 1984)

## L
Ralf Lau (* 1959)
Zoja Lelchuk (* 1961)
Felix Levin (* 1958)
Eric Lobron (* 1960)
Thomas Luther (* 1969)
Christopher Lutz (* 1971)

## M
Romuald Mainka (* 1963)
Jens-Uwe Maiwald (* 1974)
Burkhard Malich (* 1936)
Jacques Mieses (1865-1954)
Stefan Mohr  (* 1967)
Karsten Müller (* 1970)
Mladen Muse (* 1963)

## N
Arkadij Naiditsch (* 1985)
Alexander Naumann (* 1979)

## P
Luděk Pachman (1924-2003)
Elisabeth Pähtz (* 1985)
Thomas Pähtz (* 1956)
Helmut Pfleger (* 1943)
Wolfgang Pietzsch (1930-1995)
Michael Prusikin (* 1978)

## R
Robert Rabiega (* 1971)
Arkadi Rotstein (* 1961)

## S
Friedrich Sämisch (1896-1975)
Oksana Sarana-Hungeling (* 1979)
Gerhard Schebler (* 1969)
Philipp Schlosser (* 1968)
Roland Schmaltz (* 1974)
Lothar Schmid (* 1928)
Eckhard Schmittdiel (* 1960)
Roman Slobodjan (* 1975)
Markus Stangl (* 1969)

## T
Rudolf Teschner (*1922)
Henrik Teske (* 1968)
Raj Tischbierek (* 1962)
Bettina Trabert (* 1969)

## U
Wolfgang Uhlmann (* 1935)
Wolfgang Unzicker (* 1925)

## V
Lothar Vogt (* 1952)

## W
Matthias Wahls (* 1968)

## Z
Michael Zeitlin (* 1947)